# Rechtswegerschöpfung
Die Erschöpfung des Rechtswegs oder Rechtswegserschöpfung ist eine prozessuale Voraussetzung für bestimmte Rechtsbehelfe. Der Rechtsweg ist erschöpft, wenn sämtliche gegen eine fachgerichtliche Entscheidung  nicht offensichtlich unzulässigen Rechtsbehelfe ergriffen worden sind und keine Möglichkeiten mehr bestehen, der Beschwerde mit Hilfe der Fachgerichte abzuhelfen.

## Verfassungsbeschwerde (Deutschland)
Die Erschöpfung des Rechtsweges ist nach § 90 Abs. 2 Satz 1 BVerfGG eine Voraussetzung für die Zulässigkeit der Verfassungsbeschwerde zum Bundesverfassungsgericht. Der Beschwerdeführer muss hierbei insbesondere das Subsidiaritätsprinzip beachten. Das bedeutet, dass ein Beschwerdeführer zunächst vor den Fachgerichten gegen die beanstandete Maßnahme vorgehen und eine rechtskräftige Entscheidung erwirken muss, bevor er sich an das Bundesverfassungsgericht wenden kann. Der Beschwerdeführer muss hierbei regelmäßig Klage erheben sowie Berufung oder Beschwerde und Revision oder Nichtzulassungsbeschwerde einlegen. 
Bevor mit einer Verfassungsbeschwerde die Nichtgewährung rechtlichen Gehörs (Art. 103 Abs. 1 GG) gerügt werden kann, muss die Anhörungsrüge zum Fachgericht erhoben werden. Die Unterlassung einer statthaften Anhörungsrüge kann auch zur Unzulässigkeit einer Verfassungsbeschwerde vor einem Landesverfassungsgericht führen, wenn die sonstigen Grundrechtsrügen inhaltlich über die erhobene Rüge der Verletzung des rechtlichen Gehörs nicht hinausgehen.
Ausnahmen sind nach § 90 Abs. 2 Satz 2 BVerfGG dann möglich, wenn die Verfassungsbeschwerde „von allgemeiner Bedeutung ist“ oder die Erschöpfung des Rechtsweges dem Beschwerdeführer nicht zumutbar wäre, weil dem Beschwerdeführer ein schwerer und unabwendbarer Nachteil entstünde, falls er zunächst auf den Rechtsweg verwiesen würde. Letzteres ist etwa dann der Fall, wenn sich der Beschwerdeführer gegen eine strafrechtliche Norm wendet. Anderenfalls müsste man ihm zumuten, zunächst eine Straftat zu begehen, um dann die verfassungsrechtliche Frage klären zu lassen.

## Europäischer Gerichtshof für Menschenrechte
Eine Individualbeschwerde zum Europäischen Gerichtshof für Menschenrechte (EGMR) setzt gem. Art. 35 EMRK die Erschöpfung aller innerstaatlichen Rechtsbehelfe voraus.